# Supranet
Supranet es un término acuñado en el siglo XX por el analista de la industria Gartner para describir la fusión de dos mundos; el digital (virtual) y el físico, un concepto que incorpora el « Internet de las cosas» como uno de sus elementos.

## Historia
Inicialmente, el término alude a la continua convergencia entre Internet, la comunicación móvil, conexión permanente, sensores y la avanzada interacción humano-computadora.
En tratamientos posteriores, fue extendido para incluir el etiquetado electrónico (por ejemplo, RFID ), geotagging y geomapping electrónico (es decir, la cartografía de internet en coordenadas geodésicas), completando así la fusión de lo físico y virtual.

## Paradigma
En conjunto, esas publicaciones anticiparon la siguiente tendencia, que forman el paradigma de Supranet:
- El aumento de los dispositivos inteligentes miniaturizados, tales como MEMS o etiquetas RFID, ya numeradas por los miles de millones en 2001.

- La codificación electrónica de objetos físicos (productos de consumo, automóviles, medicamentos, ropa, billetes de banco, papel, etc.), lo que los hace único de identificación: lo que hoy se llama Internet de las cosas.

- El hecho de que la mayor parte o la totalidad de los objetos estarán conectados en red con Internet inalámbrico.

- El hecho de que todos los seres humanos (o animales) que llevan tales objetos estarán identificados en la red.

- El hecho de que se conocerá con precisión cada vez mayor la ubicación geográfica de muchas de estas entidades (animales y objetos físicos).

- El hecho de que la superficie del planeta estará asignada en Internet, ya sea a través de SIG o en formas más definitivas, como la que consiste en la asignación de una dirección IP, por ejemplo, a cada metro cuadrado de la tierra.

## Aspectos prácticos
Un ejemplo común de Supranet es la fotografía geotagging, ya que se puede hacer en Flickr, Panoramio o Picasa, tal vez (aunque no necesariamente) haciendo uso de cámaras con GPS. Sin embargo, el uso de estas aplicaciones serán limitadas por la imaginación de los usuarios. Será posible adjuntar información electrónica a los lugares, a partir de la descripción botánica de plantas en los senderos de montaña, a la proyección de la antigua Roma en la visión real del panorama actual del Pincio. Será posible para los productos autodeterminar sus rutas a lo largo de las cadenas de suministro, será posible crear robots que se asemejen a los personajes de ficción.
Los movimientos a través del espacio físico tridimensional coincidirán con los movimientos en el espacio virtual-digital, y viceversa. La distinción entre el espacio y el ciberespacio se desvanecerá, y con el tiempo será difícil discernir si estamos en una posición en uno u otro.
El concepto de Supranet fue tomada más tarde a menudo por los medios de comunicación, así como en el desarrollo de productos de tecnología y en la investigación científica. Un ejemplo de un proyecto importante que se ha utilizado a gran escala es Australia virtual.

## Precursores
En algunas de sus obras posteriores a las de 2001, uno de los analistas de Gartner que desarrollaron el concepto han dejado claro que la Supranet tuvo precursores en David Gelernter, GW Fitzmaurice y J. C. Spohrer.